# Cosmotoma adjuncta
Cosmotoma adjuncta là một loài bọ cánh cứng trong họ Cerambycidae.